# Berliner Straßenbahn (Unternehmen)

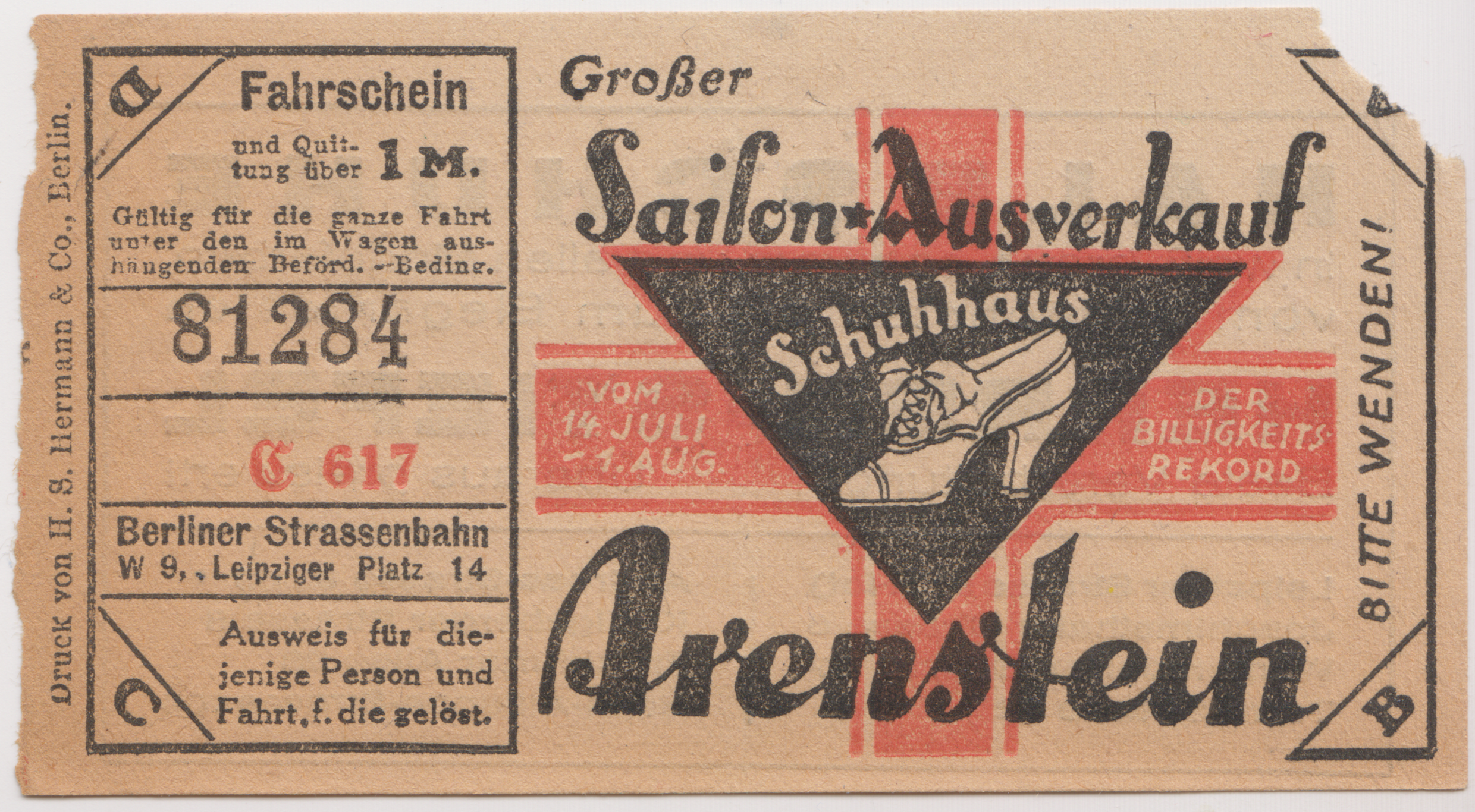
Ticket der Berliner Straßenbahn aus den frühen 1920er Jahren

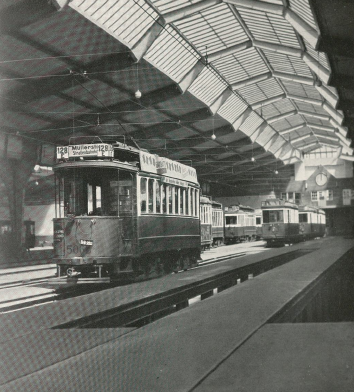
Straßenbahnhof Müllerstraße 1928

Die Berliner Straßenbahn (BSt) und die 1923 aus ihr gebildete Berliner Straßenbahn-Betriebs-GmbH (BSBG) waren Straßenbahnunternehmen in Berlin in den 1920er Jahren.

## Geschichte
→ Hauptartikel: Geschichte der Straßenbahn in Berlin
Bis 1920 gab es eine Vielzahl an Straßenbahnunternehmen in Berlin. Deren größte, die Große Berliner Straßenbahn AG (GBS) wurde am 20. September 1919 aufgrund finanzieller Schwierigkeiten in einen Kommunalbetrieb überführt, in den auch die  Berliner Elektrischen Straßenbahnen (BESTAG) und die Städtischen Straßenbahnen in Berlin (SSB) integriert wurden. Dieser Gesamtbetrieb firmierte ab dem 13. Dezember 1920 als Berliner Straßenbahn (BSt). Betrieblich waren anfangs große Probleme durch nicht vorhandene Verbindungen der einzelnen Teilnetze und inkompatibles Wagenmaterial mit unterschiedlichen Stromabnehmertypen zu lösen.
Am 16. April 1921 erfolgte noch die Übernahme der Strecken der Teltower Kreisbahnen sowie der Straßenbahn der Gemeinde Steglitz (Grunewaldbahn).
Bedingt durch finanzielle Schwierigkeiten des städtischen Betriebs während der Inflation des Jahres 1923 ging die BSt in Konkurs. Nach einem straßenbahnlosen Tag in Berlin startete am 10. September 1923 die Berliner Straßenbahn-Betriebs-GmbH (BSBG). Das neu gegründete privatrechtliche Unternehmen, das ebenfalls mit dem Kurznamen Berliner Straßenbahn bezeichnet wurde, nahm den Betrieb mit einem deutlich reduzierten Liniennetz und Fahrplanangebot wieder auf und konnte in den Folgejahren den Betrieb wieder ausweiten. Da nur Berlin und keine Privataktionäre Anteile an der neuen Gesellschaft hielten, war die Befreiung von der Körperschafts- und Vermögensteuer möglich.
Unter Federführung des Architekten Jean Krämer, des „Hausarchitekten der Berliner Straßenbahn“ und mit Unterstützung des Tragwerksplaners Gerhard Mensch wurde damit begonnen, die kleinen und veralteten Wagenhallen durch zeitgemäße Betriebshöfe zu ersetzen. Hierzu zählen u. a. der 1926 eröffnete Neubau des Betriebshofes Britz in der Gradestraße und der 1927 eröffnete Neubau des Betriebshofes Müllerstraße.
Am 9. März 1927 schloss die Berliner Straßenbahn-Betriebs-Gesellschaft mit der Hochbahngesellschaft und der Allgemeinen Berliner Omnibus AG den sogenannten Interessengemeinschafts-Vertrag, mit dem am 15. März 1927 der 20-Pfennig-Einheitstarif zwischen den drei Verkehrsmitteln in Kraft trat. Der Tarif erlaubte das einmalige Umsteigen innerhalb eines Verkehrsmittels beziehungsweise zur Straßenbahn oder U-Bahn, ab dem 1. Januar 1928 auch zum Autobus.
Im Rahmen der durch Ernst Reuter, damals Berliner Stadtrat für Verkehr, initiierten Kommunalisierung der öffentlichen Verkehrsmittel entstand zum 1. Januar 1929 die neu gegründete städtische Berliner Verkehrs-AG (BVG), die neben der BSBG auch die Hoch- und Untergrundbahn sowie die überwiegend von der Allgemeinen Berliner Omnibus-Actien-Gesellschaft (ABOAG) betriebenen Buslinien übernahm. Am 1. Januar 1929 nahm die Gesellschaft den Betrieb auf. Wenige Wochen nach der Gründung der BVG wurden umfangreiche Pläne zum Ausbau des Schnellbahnnetzes vorgestellt, von denen aber nur ein Teil umgesetzt werden konnte.

## Linien

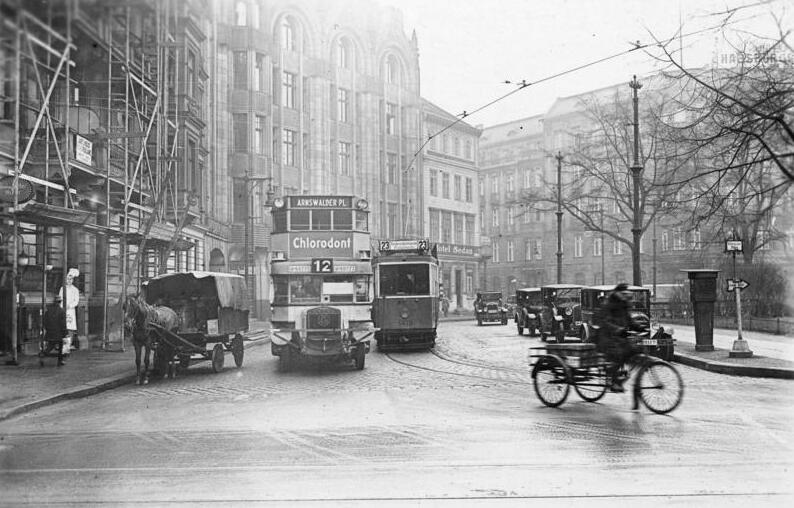
Straßenbahnverkehr am Askanischen Platz in Berlin im Jahre 1929

Zum Zeitpunkt des Zusammenschlusses zur BVG 1929 wurden folgende Linien betrieben:
- 1        Stadtring
- 2        Bahnhofsring
- 3        Großer Ring
- 4        Ost-West-Ring
- 5        Außenring
- 6        Südring
- 7        Westring
- 8        Nordring
- 9        Ostring
- 12      Siemensstadt <> Köllnische Allee
- 13      Gotzkowskystr./Turmstr. <> Großkraftwerk Klingenberg
- 14      Gotzkowskystr./Turmstr. <> Schwiebusser Str.
- 15      Wilhelmsruh <> Gottlieb-Dunkel-Str./Neuer Gemeindefriedhof Neukölln
- 115    Bremer Str./Birkenstr. <> Buckow-Ost, Städtisches Krankenhaus Neukölln
- 19      Schwedenstr./Badstr. <> Schöneberg, Eisenacher Str./Hauptstr.
- 119    Niederschönhausen, Friedensplatz <> Friedenau, Rubensstr.
- 120    Bf. Spandau West <> Hennigsdorf
- 21      Augustenburger Platz <> Britz, Rathaus
- 23      Rosenthal <> Anhalter Bahnhof
- 24      Buchholz <> Schöneberg, Gotenstr./Torgauer Str.
- 25      Tegel <> Mariendorf, Lichtenrader Ch./Rennbahn
- 27      Tegel <> Britz, Rathaus
- 28      Tegelort <> Britz, Germaniapromenade
- 128    Heiligensee <> Britz, Germaniapromenade
- 29      West-Reinickendorf, Scharnweberstr./Sportplatz <> Buckow
- 32      Reinickendorf, Teichstr. <> Britz, Germaniapromenade
- 132    Reinickendorf, Teichstr. <> Neukölln, Köllnische Allee
- 35      Seestr./Togostr. <> Tempelhof, Kaiserin-Augusta-Str.
- 36      Schönholz <> Neukölln, Hermannstr./Kranoldstr.
- 40      Grüntaler Str./Bornholmer Str. <> Lichterfelde-West, Dahlemer Weg
- 41      Tegel <> General-Pape-Str.
- 41E    Reinickendorf-West, Sportplatz <> Kreuzbergstr.
- 42      Bf. Steglitz <> Bf. Lichterfelde Ost <> Bf. Lichterfelde West
- 43      Kniprodestr./Elbinger Str. <> Dahlem
- 44      Görlitzer Bahnhof <> Birkbuschstr./Siemensstr.
- 45      Pankow, Mendelstr. <> Birkbuschstr./Siemensstr.
- 47      Niederschönhausen, Podbielskistr. <> Rudow
- 48      Niederschönhausen-Nordend <> Bf. Neukölln
- 148    Grüntaler Str./Bornholmer Str. <> Neukölln, Schulenburgpark
- 49      Niederschönhausen, Blankenburger Str. <> Görlitzer Bahnhof
- 51      Nordend/Schillerstr. <> Grunewald, Roseneck
- 53      Charlottenburg, Reichskanzlerplatz <> Lichtenberg, Gudrunstr.
- 54      Weißenburger Str./Danziger Str. <> Spandau, Hakenfelde
- 154    Bf. Frankfurter Allee <> Spandau, Johannesstift
- 55      Treptow, Bouchéstr. <> Spandau-West, Nauener Str.
- 56      Pankow, Lindenpromenade <> Bf. Lichterfelde Ost
- 57      Niederschönhausen, Podbielskistr. <> Grunewald, Roseneck
- 58      Bf. Neukölln <> Spandau, Stadtpark
- 60      Weißensee, Rennbahnstr. <> Lindenhof
- 61      Weißensee, Schloß <> Steglitz, Stadtpark
- 62      Weißensee, Rennbahnstr. <> Bf. Charlottenburg
- 63      Gotzkowskystr./Turmstr. <> Britz, Rathaus
- 64      Gartenfeld-Siemensstadt <> Dönhoffplatz
- 65      Eldenaer Str./Samariterstr. <> Friedenau, Rubensstr.
- 66      Hohenschönhausen, Wartenberger Str. <> Neu-Tempelhof, Hohenzollernkorso
- 68      Bf. Wittenau (Nordbahn) <> Lichtenberg, Irrenanstalt Herzberge
- 69      Friedrichsfelde, Kirche <> Friedenau, Südwestkorso
- 70      Behrenstr./Kanonierstr. <> Johannisthal
- 71      Weißensee, Rennbahnstr. <> Steglitz, Hindenburgdamm
- 72      Weißensee, Rennbahnstr. <> Stadion Grunewald
- 73      Heinersdorf <> Tempelhof, Flughafen
- 74      Kniprodestr./Elbinger Str. <> Lichterfelde, Zehlendorfer Str. (stattl. Bildungsanstalt)
- 174    Danziger Str./Greifswalder Str. <> Lichterfelde, Händelplatz
- 75      Kupfergraben <> Hakenfelde
- 76      Hundekehle <> Lichtenberg, Gudrunstr.
- 176    Hundekehle <> Lichtenberg, Gudrunstr.
- 77      Westend, Kirschenallee <> Lichterfelde-West, Dahlemer Weg
- 177    Bf. Zoologischer Garten <> Teltow, Schützenplatz
- 78      Weißenburger Str./Danziger Str. <> Grunewald, Roseneck
- 79      Nordkapstr./Bornholmer Str. <> Bf. Halensee
- 82      Dönhoffplatz <> Stralau, Kirche <> Treptow, Platz am Spreetunnel
- 83      Bf. Mahlsdorf <> Wendenschloß
- 84      Altglienicke, Str. am Falkenberg <> Müggelsee, Wasserwerk
- 86      Bf. Cöpenick <> Schmöckwitz
- 87      Behrenstr. <> Cöpenick, Krankenhaus
- 187    Behrenstr. <> Bf. Friedrichshagen
- 88      Bf. Treptow <> Steglitz, Stadtpark
- 89      Spandauer Str./Straßenbahnhof <> Lichtenberg, Gudrunstr.
- 90      Warschauer Brücke <> Lichtenberg, Wagnerplatz
- 91      Bf. Halensee <> Bf. Oberspree
- 191    Grunewald, Roseneck <> Görlitzer Bahnhof
- 92      Grunewald, Roseneck <> Treptow, Graetzstr./Bouchéstr.
- 93      Reichskanzlerplatz <> Treptow, Rathaus
- 95      Schöneberg, Eisenacher Str./Hauptstr. <> Cöpenick, Hirtestr.
- 96      Behrenstr./Markgrafenstr. <> Lichterfelde, Kranoldplatz
- 97      Bf. Steglitz <> Mariendorf, Kaiserstr./Chausseestr.
- 98      Alt-Moabit/Ottostr. <> Neukölln, Schulenburgpark ( <> Bf. Baumschulenweg)
- 99      Seestr./Togostr. <> Bf. Lichtenrade
- 199    Niederschönhausen, Nordend <> Marienfelde
- 100    Bf. Lichterfelde Ost <> Stahnsdorf ( <> Machnower Schleuse)

## Wagenmaterial

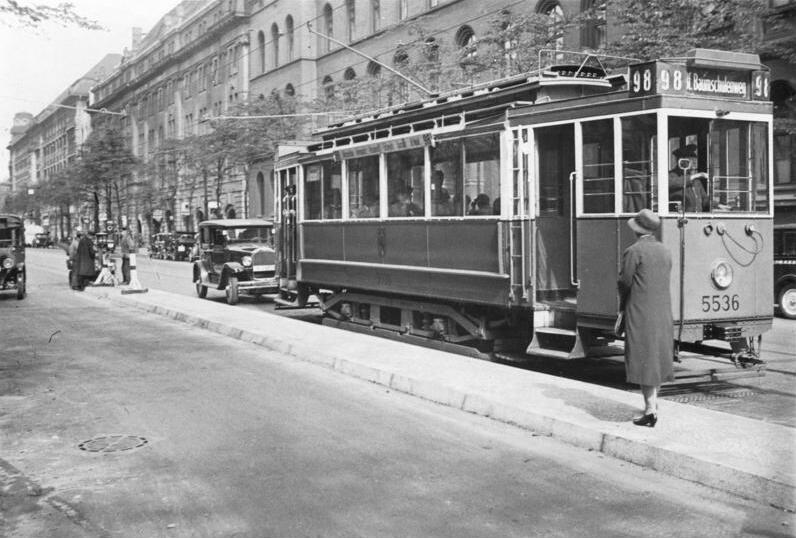
Tram der GBS Bauart 1920 im Jahr 1932

Die neu entstandene Berliner Straßenbahn (BSt) wies einen stark durchmischten Fuhrpark der verschiedenen Vorgängerbetriebe auf. Neben der Neubestellung von Wagen ab dem Jahr 1924 verfolgte die BSt auch die Vereinheitlichung der elektrischen Ausrüstung des vorhandenen Materials. Ältere Triebwagen als auch solche von kleineren Betrieben wurden daher überwiegend zu Beiwagen oder Arbeitswagen umgebaut oder ausgemustert; falls sie in Betrieb blieben, erhielten sie häufig geschlossene Berliner Einheitsplattformen. Neuere Beiwagen hingegen wurden größtenteils in Triebwagen umgebaut. 
Wagenmaterial der BSt:

Tw 6192 (Bauart 24) mit Bw 158 (B 24) auf der Linie 72 am Schloßplatz in Mitte.

- GBS 58 … 1195 (von GBS übernommen, schrittweise ausgemustert)
- GBS 2500 bis 2669 (von GBS übernommen, schrittweise ausgemustert)
- GBS Berolina-Wagen (von GBS übernommen, schrittweise auf Bauart U3l umgerüstet)
- GBS Maximum 27 (von GBS übernommen, schrittweise bis 1929 ausgemustert)
- GBS Maximum 30 (von GBS übernommen)
- GBS Bauart 1913 (von GBS übernommen, ab 1925 modernisiert)
- GBS Bauart 1920 (von GBS übernommen)
- BSt Bauart U3l (von SBB und BESTAG übernommen)
- BSt Bauart U3q (von SBB und BESTAG übernommen)
- BSt Maximum 24 (von SBB und BESTAG übernommen)BSt 6001 der AEG

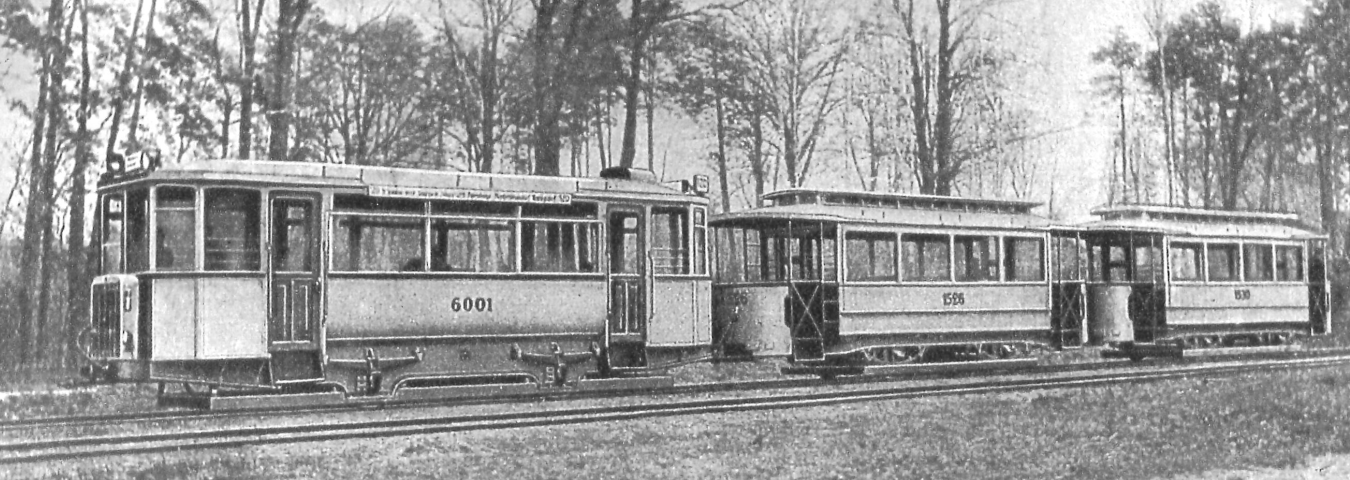
BSt 6001 der AEG

- BSt 6001 bis 6003 (in Besitz der AEG)
- BSt Bauart 1924 / BSt Bauart 1925 (Neubestellung von 501 Triebwagen und 803 Beiwagen der Bauart 1924 und Bauart 1925 )
- BSt Bauart 1926 (50 Mitteleinstiegbeiwagen, auch Einrichtungswagen)
- BSt Bauart 1927 (Neubestellung von 300 Triebwagen)
- BSt Bauart 1928  (Neubestellung von 50 Beiwagen)